# 王庭大
王庭大（1946年—），汉族，中华人民共和国政治人物、第十一届全国政协委员。
加入中国共产党，担任中央纪委驻中国科学院原纪检组组长、中国科学院原党组成员。2008年，当选第十一届全国政协委员，代表中国科学技术协会，分入第二十三组。